# Ricardo Flores Magón, Tecolutla
Ricardo Flores Magón är en ort i Mexiko.   Den ligger i kommunen Tecolutla och delstaten Veracruz, i den sydöstra delen av landet, 250 km öster om huvudstaden Mexico City. Ricardo Flores Magón ligger 7 meter över havet och antalet invånare är 955.
Terrängen runt Ricardo Flores Magón är platt. Havet är nära Ricardo Flores Magón åt nordost.  Närmaste större samhälle är Tecolutla, 17,6 km nordväst om Ricardo Flores Magón. 